# Pceliște, Veliko Tărnovo
Pceliște (în bulgară Пчелище) este un sat în comuna Veliko Tărnovo, regiunea Veliko Tărnovo,  Bulgaria. 

## Demografie
Componența etnică a satului Pceliște
     Turci (2,04%)
     Nicio identificare (11,31%)
     Bulgari (85,34%)
     Romi (0,55%)
     Altele (0,74%)
La recensământul din 2011, populația satului Pceliște era de 539 locuitori. Din punct de vedere etnic, majoritatea locuitorilor (85,34%) erau bulgari, cu o minoritate de turci (2,04%). Pentru 11,31% din locuitori nu este cunoscută apartenența etnică.